# زنویمو
زنویمو (به چکی: Znojmo) یک منطقهٔ مسکونی و شهرستان دارای شهرک سابقاً روستا در جمهوری چک است که در شهرستان زنویمو واقع شده‌است. زنویمو ۳۳٬۷۸۷ نفر جمعیت دارد.

## خواهرخوانده
شهرهای Strzegom, Povo، پونتاسیوه، هاردرویک، نوه زامکی، Retz, Ružinov، تورگاو و ترنتو خواهرخوانده‌های زنویمو هستند.